# Histiopterus typus
Histiopterus typus is een straalvinnige vissensoort uit de familie van de harnashoofdvissen (Pentacerotidae). De wetenschappelijke naam van de soort werd voor het eerst geldig gepubliceerd in 1844 door Temminck & Schlegel.